# Buadiposo-Buntong
Buadiposo-Buntong est une localité de la province de Lanao du Sud, aux Philippines. En 2015, elle compte 16 130 habitants.